# アル・ガラファ
アル・ガラファ、アル・ガッラーファSC（アラビア語: نادي الغرافة الرياضي, 英語: Al-Gharafa Sports Club）は、カタールの首都ドーハを本拠地とするサッカークラブである。
1979年にアル・イッティハードとして創設。2004年に現在のアル・ガラファ（アル・ガッラーファ）に改名した。1990年代後半にはアミールカップ4連覇を達成。

## タイトル

### 国内タイトル
カタール・スターズリーグ ： 7回
1992-93, 1998-99, 2002-03, 2004-05, 2007-08, 2008-09, 2009-10
アミールカップ ： 7回
1994-95, 1995-96, 1996-97, 1997-98, 2002, 2009，2012
カタール・クラウンプリンスカップ ： 3回
1999-2000, 2009-10, 2010-11
シェイク・ジャセムカップ ： 2回
2005-06, 2007-08
カタール・スターズカップ ： 3回
2009-10, 2017-18, 2018-19

### 国際タイトル
- アラブ・カップウィナーズカップ : 1回
  - 1999

## 歴代会長
| 就任      | 退任      | 名前                                           |
| --------- | --------- | ---------------------------------------------- |
| 1984年5月 | 1989年5月 | ムハンマド・ビン・ジャーシム・アール＝サーニー |
| 1989年5月 | 1991年5月 | ジャーシム・ビン・ファイサル・アール＝サーニー |
| 1991年5月 | 1992年5月 | ハーリド・ビン・サーニー・アール＝サーニー     |
| 1992年5月 | 2001年5月 | ジャーシム・ビン・ハリーファ・アール＝サーニー |
| 2001年5月 | 2005年5月 | ジャーシム・ビン・サーミル・アール・サーニー   |
| 2005年5月 |           | ハマド・ビン・サーミル・アール・サーニー       |

## 現所属メンバー
2022年11月22日現在
注：選手の国籍表記はFIFAの定めた代表資格ルールに基づく。
| No. | Pos. |              | 選手名                             |
| --- | ---- | ------------ | ---------------------------------- |
| 1   | GK   | カタール     | カースィム・ブルハーン             |
| 3   | DF   | カタール     | タミーム・アル＝ムハザ             |
| 4   | MF   | カタール     | ナセル・アル・アーラック           |
| 5   | DF   | カタール     | アル＝マフディー・アリ・ムフタール |
| 6   | MF   | カタール     | アブドゥラ・アリ・サイ             |
| 7   | MF   | カタール     | モアヤド・ハッサン                 |
| 8   | MF   | アルジェリア | ヤシン・ブラヒミ                   |
| 9   | FW   | カタール     | アフマド・アル・ガネヒ             |
| 10  | MF   | アルジェリア | ファリド・ブラヤ                   |
| 11  | MF   | カタール     | オスマーン・アル＝ヤフリー         |
| 12  | DF   | カタール     | アブダラ・シレルカテム             |
| 13  | FW   | カタール     | アフマド・アラエルディン           |
| 14  | MF   | カタール     | アンドリ・シャプトラ               |
| 15  | MF   | カタール     | モスタファ・エサム                 |
| 17  | MF   | カタール     | ジャシム・アル＝ザラ               |

| No. | Pos. |                | 選手名                         |
| --- | ---- | -------------- | ------------------------------ |
| 18  | FW   | カタール       | アムロ・スラグ                 |
| 20  | DF   | ウズベキスタン | イスロム・トフタホジャエフ     |
| 21  | GK   | カタール       | ユセフ・ハッサン               |
| 23  | GK   | カタール       | アハマド・スフヤーン           |
| 24  | DF   | カタール       | ホマム・アフメド               |
| 30  | FW   | カタール       | ナセル・アル＝エネジ           |
| 33  | DF   | カタール       | チャルパン・アブドゥルナシル   |
| 35  | MF   | インドネシア   | モハメド・ラーマン             |
| 41  | DF   | カタール       | ユーセフ・サイード             |
| 44  | FW   | カタール       | モハメド・マンスール           |
| 90  | MF   | カタール       | サイフェルディーン・ファドララ |
| 91  | DF   | アルジェリア   | メフディ・タフラト             |
| 95  | GK   | カタール       | アブドゥラマン・アル＝アリ     |
| 99  | FW   | アルジェリア   | イシャク・ベルフォディル       |

## 歴代監督
- ファン・ペドロ・ベナーリ 2001
- ブルーノ・メツ 2004-2005, 2011-2012
- マルコス・パケタ 2007-2009
- カイオ・ジュニオール 2009-2011
- シーラス 2012
- アラン・ペラン 2012-2013
- ジーコ 2013-2014
- ディエゴ・アギーレ 2014
- マルコス・パケタ 2014-2015
- ペリクレス・シャムスカ 2015
- ペドロ・カイシーニャ 2015-2017
- ジャン・フェルナンデス 2017
- ビュレント・ウイグン 2017-2018
- クリスティアン・グルキュフ 2018-2019
- スラヴィシャ・ヨカノヴィッチ 2019-2021
- アンドレア・ストラマッチョーニ 2021-2022
- ペドロ・マルティンス 2022-

## 歴代所属選手
- アラ・フバイル 2004-2007
- ビラル・モハメド 2004-
- ユニス・マフムード 2006-2008, 2009-2011
- ナシャト・アクラム 2008-2009
- ファブリス・アクワ 1999-2001
- アンソニー・イエボア 2001-2002
- バカリ・コネ 2002-2003
- カバ・ディアワラ 2003-2005
- マルセル・デサイー 2004-2005
- ハカン・ヤキン 2008-2009
- パウロ・ワンチョペ 2004-2005
- アマラウ 2004
- ロドリゴ・メンデス 2005-2007
- ソニー・アンデルソン 2005-2006
- アラウージョ 2007-2010
- フェルナンドン 2008-2009
- ジュニーニョ・ペルナンブカーノ 2009-2011
- エジミウソン 2011-2012
- ゼ・ロベルト 2011-2012
- アルナ・ディンダン 2012
- アフォンソ・アウヴェス 2012-2013
- ジエゴ・タルデッリ 2012-2013
- マーク・ブレッシアーノ 2012-2015
- ネネ 2013-2015
- ジブリル・シセ 2013
- リサンドロ・ロペス 2013-2015
- ミクー 2013-2014
- ヴラディミル・ヴァイス 2016-
- ルイス・ヒメネス 2017-2018
- ヴェスレイ・スナイデル 2018-2019
- ホセル